# Cafè amb mantega
El cafè amb mantega és una beguda de cafè que consisteix en cafè, mantega i oli MCT. La recepta del cafè va ser desenvolupada per l'empresari estatunidenc de les tecnologies de la informació i la salut Dave Asprey el 2009. Segons Asprey, el cafè amb mantega millora l'aprenentatge i la pèrdua de pes, i la beguda ha guanyat una gran popularitat a tot el món. No obstant això, hi ha pocs beneficis per a la salut dels ingredients investigats.

## Preparació i ingredients

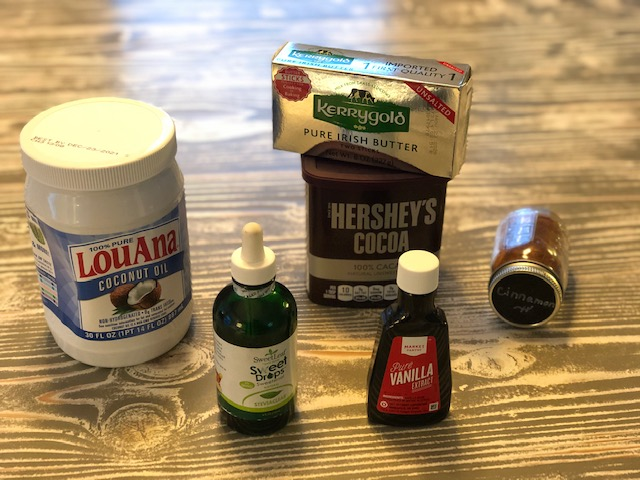
Ingredients que es poden utilitzar per fer cafè amb mantega.

La recepta d'Asprey inclou 2 decilitres del cafè de la millor qualitat possible, barrejat amb 1 cullerada de mantega sense sal i 1 cullerada d'oli MCT o "oli de triglicèrids de cadena mitjana". Tots els ingredients es barregen en una batedora i la beguda es consumeix calenta.
Afegir mantega a una beguda és una tradició antiga. Els samis, els mongols i els etíops, entre d'altres, són coneguts per afegir mantega a les seves begudes. La mantega és un complement ric en energia per a la beguda i també conté greixos saturats. Menjar molts greixos pot augmentar els nivells de colesterol LDL i HDL a la sang i augmentar el risc de patir malalties cardiovasculars. No obstant això, la reacció del cos al greix és individual segons la morfologia de la persona.
L'oli MCT és l'altre component greixós de la beguda. MCT prové de les paraules angleses *medium-chain triglycerides * i significa "triglicèrids de cadena mitjana". Es diu que aquests triglicèrids de cadena mitjana són lleugerament diferents dels triglicèrids de cadena curta i llarga. Així, els triglicèrids de cadena mitjana viatgen directament al fetge i, per tant, no s'emmagatzemen. A més, es diu que l'oli MCT accelera la crema de greixos.